# میلان اسمیلیانیچ
میلان اسمیلیانیچ (سیریلیک صربی: Милан Лола Смиљанић؛ زادهٔ ۱۹ نوامبر ۱۹۸۶) بازیکن فوتبال اهل صربستان است.
از باشگاه‌هایی که در آن بازی کرده‌است می‌توان به باشگاه فوتبال اسپورتینگ خیخون، باشگاه ورزشی گنچلربیرلیغی، باشگاه فوتبال پارتیزان، باشگاه فوتبال اسپانیول، و باشگاه فوتبال مکابی نتانیا اشاره کرد.
وی همچنین در تیم‌های ملی فوتبال زیر ۲۱ سال صربستان و صربستان بازی کرده‌است.